# 阮志天
阮志天（1939年2月27日—2012年10月2日），出生于法属越南河内，逝世于美国加利福尼亚州圣安娜，毕业于河内文学院，精通法文、越南文，是著名的越南旅美诗人。

## 生平
1939年，阮志天出生在法属越南河内，其家庭是一个中产阶级。
1954年，越南分裂为南越和北越，阮志天坚信社会主义和共产主义，于是选择了留在越南民主共和国（北越）河内。
1960年，阮志天代替自己生病的朋友在高中教授历史课，但惹出了政治问题，原因是他讲述第二次世界大战结束原因是美国在日本广岛和长崎扔了原子弹，而官方教材则认为是苏联出兵，北越政府给他判刑3年。
1976年，南越和北越统一成为“越南社会主义共和国”，1977年，越南释放了一些政治犯，阮志天也被释放。
1979年7月16日，阮志天将自己400首诗歌手稿送到英国驻越南大使馆，自己被捕。
对越自卫反击战爆发后，阮志天又被越南政府以“反革命诗歌”罪逮捕，阮志天被判刑12年，6年在监狱，6年在劳改营。
1980年，英国驻越南大使馆的工作人员将阮志天的诗歌散播在越南移民社区。1984年，美国耶鲁大学将其作品出版，名字叫做《地狱之花》，1985年，阮志天荣获鹿特丹国际诗歌奖。阮志天出名之后，引发了国际人权组织人权观察对他的关注，呼吁越南政府释放政治犯，1991年，阮志天被越南政府释放，并且同意他在1995年流亡美国。
阮志天到达美国之后，居住在加利福尼亚州橙县小西贡的越南移民社区。2012年10月2日，阮志天在美国加利福利亚圣安娜的家中病逝，享年73岁。

## 奖项
| 年份 | 作品         | 奖项                            | 是否得奖 | 备注 |
| ---- | ------------ | ------------------------------- | -------- | ---- |
| 1985 | 《地狱之花》 | 鹿特丹国际诗歌奖                | 獲獎     |      |
| 1989 | 《地狱之花》 | 芭芭拉·戈德史密斯钢笔写作自由奖 | 獲獎     |      |